# إيلين مختفي
إيلين مختفي (مواليد 1928) ناشطة ومترجمة وكاتبة أمريكية وجزائرية. ولدت مختفي في نيويورك، وبدأت العمل كمترجمة للحركات المناهضة للعنصرية والاستعمار بعد انتقالها إلى باريس في العشرينات من عمرها. دعمت جهود استقلال الجزائر، ثم عاشت في الجزائر من عام 1962 حتى اضطرت لمغادرة البلاد في عام 1974. نُشرت مذكراتها عن فترة وجودها هناك، الجزائر العاصمة، عاصمة العالم الثالث: مقاتلو الحرية، الثوار، الفهود السود، في دار كتب فيرسو في عام 2018.

## وقت مبكر من الحياة
ولدت إيلين مختفي إيلين كلاين عام 1928 في هيمبستيد بنيويورك. كانت عائلتها يهودية علمانية، ووصفت مواجهة معاداة السامية طوال طفولتها. لم يكن والداها سياسيين بشكل خاص، على الرغم من أن والدها حضر في وقت ما اجتماعات الحزب الاشتراكي، ووصفت والدتها بأنها "مناهضة للعنصرية بشكل خاص". في سن 16، التحقت بكلية ويسليان، مدرسة مسيحية في جورجيا. تمردت مختفي على بيئة الفصل العنصري وتم طردها بعد عام.
بعد عودتها إلى نيويورك، درست اللغات وانضمت إلى المجموعة الفيدرالية العالمية المتحدة المناهضة للحرب. في عام 1951، عندما كانت تبلغ من العمر 23 عامًا، سافرت إلى باريس من نيويورك بالقارب، وهي رحلة استغرقت 14 يومًا، وسعت للعمل هناك كمترجمة.

## النشاط
أصبحت مختفي ناشطة مناهضة للعنصرية والاستعمار في وقت مبكر جدًا.  في عام 1952، بعد وصولها إلى فرنسا، حضرت موكب يوم العمال العالمي في باريس، حيث التقت بالنقابيين الجزائريين. أصبحت منخرطة بشكل أعمق في هذا النشاط، وشاركت في مؤتمر عموم الشعوب الأفريقية في أكرا، غانا، في عام 1958. هناك قابلت فرانز فانون ومحمد سحنون. وقررت مختفي العمل إلى جانبهم لدعم جبهة التحرير الوطني الجزائرية المناهضة للاستعمار. انضمت إلى سحنون في نيويورك واستقرت هناك عام 1960. في نيويورك، بدأت العمل في المكتب المحلي للحكومة المؤقتة للجمهورية الجزائرية وجبهة التحرير الوطني.  كما أخذت دروسًا في جامعة نيويورك.
مع تدهور صحة فانون في عام 1961، مما أدى في النهاية إلى وفاته، قامت مختفي بزيارته بانتظام ودعم عائلته، وساعدت في رعاية ابنه أوليفييه البالغ من العمر 6 سنوات. بعد استقلال الجزائر عام 1962، استقرت مختفي في الجزائر العاصمة، حيث مكثت هناك لمدة 12 عامًا. تم تعيينها باعتبارها الأمريكية الوحيدة في الإدارة الجديدة وعملت كوسيط، وتولت أي مهمة تنشأ. في عام 1969، تم تكليفها بتنظيم المهرجان الثقافي الإفريقي الأول في الجزائر العاصمة. كما ساعدت في الترحيب بأعضاء حركات التحرر الوطني عبر إفريقيا (موزمبيق وأنغولا وجنوب إفريقيا) وأعضاء الفهد الأسود الدوليين في الجزائر. على وجه الخصوص، ساعدت في تنظيم المنفى السري لإلدريدج كليفر في الجزائر بعد فراره من الولايات المتحدة عبر كوبا. كما التقت من خلال عملها بأمثال فيدل كاسترو وهواري بومدين وأحمد بن بلة وهو تشي مينه.
أُجبرت مختفي على مغادرة الجزائر في عام 1974، بعد أن رفض إبلاغ صديق له وسط صراع على السلطة في الجزائر العاصمة. استقرت في باريس حيث عاشت لمدة 20 عامًا قبل أن تعود مرة أخرى إلى نيويورك عام 1994. لم يُسمح لها بالعودة إلى الجزائر لأكثر من أربعة عقود. استمر نشاطها في نيويورك، حيث شاركت في أعمال مناهضة للحرب ومسيرات مناخية واحتلال وول ستريت واحتجاجات مؤيدة للفلسطينيين.

## الكتابات
خلال فترة وجودها في الجزائر، عملت مختفي كصحافية في خدمة الصحافة الجزائرية، حيث كانت تغطي أخبار العالم الثالث على وجه الخصوص. بعد مغادرتها إلى فرنسا، شاركت هي وزوجها في كتابة العديد من الكتب عن التاريخ للقراء الصغار.
في عام 2018، نشرت مذكراتها الجزائر، عاصمة العالم الثالث: مقاتلو الحرية، الثوار، الفهود السود. نُشر في العام التالي في فرنسا تحت عنوان الجزائر، عاصمة الثورة: من فانون إلى الفهود السود، وأكملت مختفي الترجمة إلى الفرنسية بنفسها. تم إصداره أيضًا في الجزائر عام 2019.

## الحياة الشخصية
أخذت إيلين كلاين اسم إيلين مختفي بعد زواجها من الكاتب والعضو السابق في جيش التحرير الوطني الجزائري مختار مختفي.  التقى الزوجان في الجزائر العاصمة عام 1972، ثم انضم إليها عندما أجبرت على مغادرة البلاد بعد ذلك بعامين. عاشوا معًا في باريس لمدة عقدين، ثم في نيويورك لمدة عقدين آخرين حتى وفاته في عام 2015. 